# Nová Ves (Mělník)
Nová Ves è un comune della Repubblica Ceca facente parte del distretto di Mělník, in Boemia Centrale.